# Leendert Pot
Leendert Pot  (Hilversum, 7 november 1959) is een Nederlandse filmmaker die zich voornamelijk richt op documentaires en experimentele film.

## Leven en werk
Pot is autodidact en maakt documentaires en experimentele films. In zijn werk richt hij zich op persoonlijke, autobiografische verhalen en experimentele documentaires rond sport (roeien, schaatsen), dans en muziek. Pot maakte Anne & Jean-Paul (2017), een documentaire over zijn zus Anne die het syndroom van Down heeft en gaat samenwonen met haar vriend Jean-Paul. Samen met Anja Hiddinga heeft hij enkele hoog gewaardeerde films gemaakt waarbinnen de Nederlandse Gebarentaal een hoofdrol krijgt. Pot is naast regisseur ook producent, editor en docent film.

## Filmografie
- 1986 - Na de staking/After the Strike, korte film (co-directed)
- 1989 - Anne anders/Anne is one of us, documentaire over zijn zuster Anne Pot
- 1991 - In de greep van de tango/Embraced by the Tango, documentaire over de bandoneonspeler Carel Kraayenhof
- 1992 - De korenslag/Choir Power, documentaire over koordirigent Geert van Tijn
- 1993 - Dit kan harder/Let's go faster, documentaire over dames-wielrennen en wielrenster Manon de Rooy
- 1996 - Saudade, korte film
- 1997 - Gebroken verleden/Broken Past, korte film
- 1999 - Sprekende ogen/Eloquent Eyes, korte film
- 2000 - Ithaka, filmgedicht naar het gedicht Ithaka van Konstantínos Kaváfis
- 2000 - Gewoon doof/Just Deaf, documentaire
- 2001 - Verloren/Lost (co-directed)
- 2003 - Groei/Growth (co-directed)
- 2003 - Bewogen: Groei, Polder, Reflectie, Vuur & Strand/Reflection-Fire-Polder-Strand, filmgedichten (co-directed)
- 2004 - Cristina Branco, a minha casa, documentaire over de Portugese fadozangeres Cristina Branco (co-directed)
- 2010 - Doorgaan, documentaire
- 2010 - Boobells, performance
- 2011 - Als het kan, dan moet het, documentaire
- 2011 - Ik gebaar, ik leef/I sign, I live, documentaire (producent)
- 2013 - Solution, documentaire
- 2017 - Anne & Jean-Paul, documentaire over zijn zuster Anne Pot

## Nominaties en prijzen
- 2003 - Special Jury Vermelding Lausanne Underground Film Festival voor Bewogen
- 2003 - 1ste prijs DFFF-Edinburgh Schotland voor Bewogen
- 2006 - Prijs voor de best vernieuwende video Potenza International Film Festival, Italië voor Bewogen
- 2007 - Sadho Poetry Film Fest prijs New Delhi India voor Bewogen
- 2009 - Jury prijs Emotion Pictures Athene Griekenland voor Bewogen
- 2009 - D.C. D. Film Festival Honorable Mention in Poetry Washington USA voor Bewogen
- 2010 - Honourable Mention Picture this…film festival Calgary Canada voor Bewogen